# Qazi Muhammad
Qazi Muhammad (in curdo قازی محه‌مه‌د‎; Mahabad, 1893 – Mahabad, 30 marzo 1947) è stato un politico curdo, leader nazionalista e religioso e presidente della Repubblica di Mahabad. Fu guida del movimento autonomista curdo in Iran negli anni 1942-1947.
Qazi Muhammad (in persiano ﻗﺎﺿﻲ ﻣﺤﻤﺪ‎, Qāżī Muḥammad) è stato il Presidente della Repubblica di Mahabad. Dopo la riconquista iraniana, fu impiccato dai vincitori nel 1947.

## Biografia
Qazi Muhammad operò come Presidente della filo-sovietica Repubblica di Mahabad, nel Kurdistan iraniano nel 1946. Fu anche il fondatore del Partito Democratico del Kurdistan Iraniano, creato per un bisogno di maggior trasparenza sentito dai suoi simpatizzanti (il Komeley Jiyanewey Kurd esisteva già prima, ma come organizzazione segreta). Mustafa Barzani, il padre del movimento nazionalistico curdo nel Kurdistan iracheno (Kurdistan meridionale), fu il comandante delle sue forze militari. Suo cugino, Mohammed Hossein Sayf Qazi, fu ministro nel suo Gabinetto.
Un anno dopo, in seguito al ritiro dei Sovietici dall'Iran, la Repubblica di Mahabad fu eliminata dall'intervento iraniano. Una corte di giustizia militare iraniana condannò alla pena capitale Qazi Muhammad e alcuni suoi sostenitori e la pena fu eseguita per impiccagione in Piazza Shwarshira, al centro della città di Mahabad, il 30 marzo 1947.

## Vita privata
Uno dei suoi figli, Ali Qazi, è un membro attivo nel movimento di liberazione curdo. Una delle sue figlie, Efat Ghazi, fu uccisa da una lettera bomba a Västerås, Svezia, nel 1990. La bomba era stata indirizzata a suo marito, l'attivista curdo Emir Ghazi. Alcuni analisti hanno supposto che il Governo iraniano possa essere stato coinvolto nell'omicidio.